# Sidi Kacem
Sidi Kacem è una città del Marocco, capoluogo dell'omonima provincia, nella regione di Rabat-Salé-Kenitra.
La città è anche conosciuta come Sīdī Qāsim, Sidi Qasim, Sidi Qacem, Petitjean, Sidi-Kacem, Pettijean.